# Dietenberger-Bibel

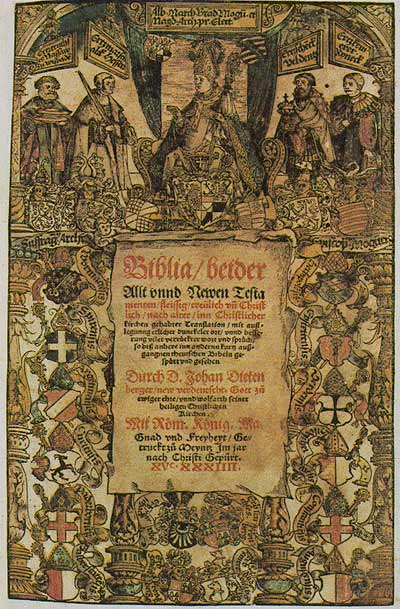
Biblia beider Allt vnnd Newen Testamenten von Johann Dietenberger, 1534, gedruckt von Peter Jordan

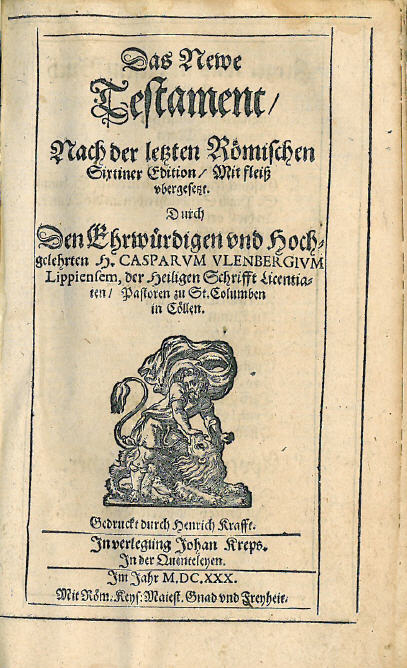
Das Newe Testament / Nach der letzten Römischen Sixtiner Edition von Caspar Ulenberg, 1630

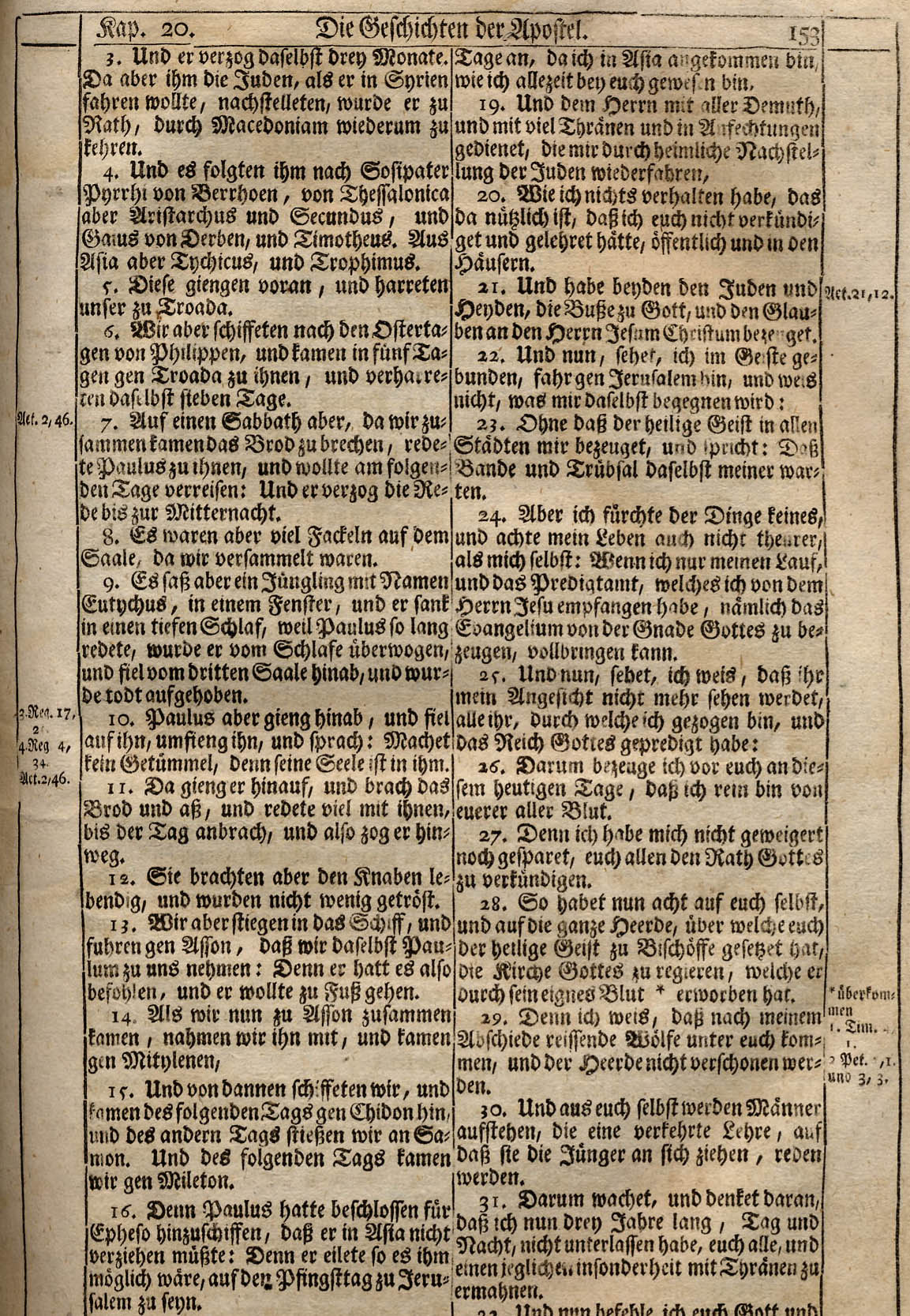
Seite der Geschichten der Apostel aus der letzten Auflage, Augsburg 1776

Die Dietenberger-Bibel ist eine deutschsprachige Bibelübersetzung von Johann Dietenberger.  Sie zählt zu den drei katholischen Gegenbibeln (Korrekturbibeln) zur damals entstehenden Lutherbibel.

## Editionsgeschichte

### Dietenberger
Die erste Ausgabe der Dietenberger-Bibel erschien 1534 in Mainz, in demselben Jahr, in dem Martin Luther die Übersetzung des Neuen und Alten Testaments vollendet hatte. Nach der katholischen Übersetzung des Neuen Testaments von Hieronymus Emser im Jahr 1527 war die Bibelübersetzung von Johann Dietenberger die erste katholische Vollbibel mit Neuem und Altem Testament. Drei Jahre darauf erschien 1537 mit der Bibel von Johannes Eck eine weitere katholische Gesamtübersetzung.
Die Dietenberger-Bibel war im Gegensatz zur Lutherbibel in einer leicht oberdeutschen Sprachform gehalten, während die Übersetzung des Ingolstädter Theologen Dr. Eck starke bairische Züge hatte. Dies führte dazu, dass die Bibel von Johann Dietenberger in den katholischen Regionen außerhalb Bayerns und Österreichs die meistgedruckte Bibel wurde. Schon 1540, 1550, 1556, 1561, 1564, 1571 und 1575 entstand eine neue Auflage in Köln und 1618 eine in Mainz. Weitere Auflagen erschienen in Würzburg, Frankfurt/Main und Nürnberg sowie die letzte Auflage 1776 in Augsburg.

### Ulenberg
In Folge des Konzil von Trient wurden ab 1546 mehrere verbesserte Ausgaben der lateinischen Bibel veröffentlicht (Löwener Vulgata, Vulgata Sixtina, Vulgata Clementina). Clemens VIII. promulgierte 1592 die nach ihm benannte Bibel als verbindliche Ausgabe. Das machte auch eine Revision der katholischen deutschsprachigen Bibel notwendig. Der Kölner Erzbischof Ferdinand von Bayern beauftragte deshalb den aus Lippstadt stammenden Theologen Caspar Ulenberg damit, die Übersetzung von Johann Dietenberger zu revidieren. Ulenberg begann seine Arbeit 1614 und beendete sie kurz vor seinem Tod 1617. Das Manuskript der Revision blieb jedoch durch den Dreißigjährigen Krieg zunächst unveröffentlicht. Erst 1630 wurde die überarbeitete Fassung bei Johan Kreps in Köln in einem mit Stichen verzierten Großfolioband gedruckt. Gleichzeitig erschien nur das Neue Testament beim selben Verleger in einer schlichteren Oktavformat-Ausgabe. Seit dieser Revision spricht man auch von der Dietenberger-Ulenberg-Bibel oder einfach Ulenberg-Bibel.
Die großformatige Kölner Folioausgabe von 1630 enthält beinahe identische Versionen der Kupferstiche des Schweizers Matthäus Merian des Älteren wie eine im selben Jahr in Straßburg gedruckte protestantische Bibel.

### Folgeausgaben
Beide Versionen der Ulenberg-Bibel, die komplette Folioausgabe und die reduzierte Oktavformatausgabe, wurden in den folgenden Jahren in unzähligen weiteren Auflagen gedruckt, etwa 1666 und 1684 in Köln, 1691 in Sulzbach in der Oberpfalz, 1701 in Fürth, 1705 und 1718 in Bamberg, 1725 in Erfurt sowie 1734 und 1757 wieder in Köln. Weitere Überarbeitungen des Textes wurden 1662 von Mainzer Theologen durchgeführt sowie 1722 von dem aus Stadel in Oberbayern stammenden Thomas Aquinas Erhard.
Die Dietenberger-Bibel blieb bis ins späte 18. Jahrhundert die verbreitetste Bibelübersetzung in allen deutschsprachigen katholischen Regionen. Insgesamt erschienen an die 100 Auflagen, die letzte 1776 in Augsburg.
Die sprachlichen Veränderungen in den unterschiedlichen Auflagen der Dietenberger-Ulenberg-Bibel und deren Ende im späten 18. Jahrhundert spiegeln auch die zeitversetzte Durchdringung des katholischen Südens durch die neuhochdeutsche Schriftsprache wider.

## Volltitel
- „Biblia / beider Allt vnnd Newen Testamenten / fleissig / treülich vnd Christlich / nach alter / inn Christlicher kirchen gehabter Translation / mit außlegung etlicher dunckeler ort / vnnd besserung viler verrückter wort vnd sprüch / so daß anhere inn andernn kurz außgangnen theutschen Bibeln gespürt vnd gesehen. Durch D. Johan Dietenberger / new verdeutscht / Gott zur ewiger ehre / vnd wolfarth seiner heiligen Christlichen Kirchen. Mit Röm. Köngl. Ma. Gnad vnd Freyheyt, Gedruckt zu Meyntz Im jar nach Christi Gepürt“ XVC. XXXIIII. (1534) (Digitalisat der Erzbischöfliche Akademische Bibliothek Paderborn)

- „Biblia, beider Allt vnnd Newn Testamenten, fleißig treulich vund Christlich, nach alter, in Christlicher kirchen gehabter Translation, mit außlegung etlicher dunckeler ort, vnnd beßerung vieler verrückten worde vnd srüche, so bis anhere in andern kurz außgangnen theutschen Bibeln gespürt vnd gesehen durch D. Joha Dietenberger, zum anderernmäll Corrigeret vnd verbessert in synem Leben, Anno M.D.XL. Augstmänt. Getruckt zu Cöllen durch Heronem Alopecium“ (1540)

- „Bibel, das ist, Alle Bücher Altes vnd News Testaments, nach Alter in Christlicher Kyrchen gehabter Translation, mit Auslegung ettlicher dunckeler Ort, vnd beßerung vieler verruckter wort vnd sprüche, so bisher in andern vorhin ausgegangnen Teutschen Bibeln gespürt und gesehen Durch Doctor Johan Dietenberger fleissig, trewlich vnd Christlich zum andernmal corrigiert vnd gebeßert in seinem Leben, vnd nun zum drittenmall viel fleißiger denn ye vorhin ausgegeben Mit biblischen (wie man sie nennt) Concordantzen von newen vberaus reichlich gemehrt Zu Cöln in kosten des achtbaren Johan Quentels im jubeljahr nach Christi geburt 1550 Mit keiserlicher Gnad vnd freihet. in Fol.“ (1550)

- „Bibell, Das ist, Alle bücher Alts und News Testaments, nach alter in Christlicher Kyrche gehabter Translation, mit Auslegung etlicher dunckeler ort, und besserung vieler verruckter wort und Sprüche, durch Johann Dietenberger. Köln, J.Quentell Erben“ (1556, 1561, 1576)

- „Catholische Bibell, Das Ist, Alle Bücher der H. Schrifft, beides Alts und Newen Testaments: trewlich verteutscht, durch J. Dietenberger“ (1600)

- „Sacra Biblia, Das ist, die gantze H. Schrift Alten vnd Newen Testaments, nach der letzten Römischen Sixtiner Edition, auß Befehl des hochwürdigsten Durchleuchtigsten Fürsten vnd Herren, Herren Ferdinanden, Erzbischoffen zu cöln vnd Churfürsten etc. mit fleiß vbergesetzt durch den Ehrwürdigen vnd hochgelehrten herren Casparum Vlenbergium Lippiensem, der H. Schrfft Licenciaten Pastorn zu S. Columben in Cöln, auch vbersehen durch die insonder hierzu verordnete der H. Schrifft Doctorn in der weltberümpter Universitet daselbst. Gedruckt zu cöln in der Quenteleyen, durch Johannem Kreps Im Jar M.DC.XXX. Mit Röm. Keys. Mayest. Gnad vnd Freyheit.“ (1630)

- „Biblia Sacra Latino-Germanica oder Lateinisch und Teutsche Bibel. Zum ersten mahl also eingerichtet von Thomas Aq. Erhard Augsburg.“ (1723)

- „Biblia Sacra Vulgatae Editionis Auctoritate Sixti V. Et Clementis VIII. Pont. Max. Recognita, Germanica Interpretatione Seu Versione, Summariis Insuper Et Notis Theologicis, Historicis, Et Chronologicis Illustrata Oder Heilige Schrifft Deß Alten und Neuen Testaments Titel and. Sprache Nach der Uralten und in Latein gemeinen, auch von der Römisch-Catholischen Kirch bewährten Ubersetzung … ; P. Thomae Aq. Erhard, Ord. S. Benedicti Ausgabe Ed. Sexta Ort Augspurg und Würzburg: Veith. In Verlag Frantz Antoni Strötters seel. Erben, Augspurg“ (1746)

- Biblia sacra. Das ist die Heilige Schrift alten und neuen Testaments … getreu verdeutscht durch Johann Dietenberger. Augsburg, Riegers Söhne (1776)